# Maha Vihara
Mahavihara (Mahāvihāra) és el terme sànscrit i pali per les grans vihares (monestirs budistes) i s'empra per descriure un complex monàstic de vihares (temples).
Les principals mahavihares són:
- Nalanda (de la dinastia Pala, avui a Bihar)
- Odantapura (de la dinastia Pala, avui a Bihar)
- Vikramashila (de la dinastia Pala, avui a Bihar)
- Somapura (de la dinastia Pala, avui a Bangladesh)
- Jagaddala (de la dinastia Pala, avui a Bangladesh)
- Anuradhapura (de la dinastia de Vidjaya al regne d'Anuradhapura, avui a Sri Lanka)